# Blankartice
Blankartice (německy Blankersdorf) je malá vesnice, část obce Heřmanov v okrese Děčín. Nachází se asi 3 km na jihovýchod od Heřmanova. Je zde evidováno 45 adres. V roce 2011 zde trvale žilo 42 obyvatel.
Blankartice je také název katastrálního území o rozloze 4,53 km2.

## Historie
První písemná zmínka o obci pochází z roku 1454. Dle typu zástavby se jedná o lesní lánovou ves.

## Obyvatelstvo
|                                                                   | 1869 | 1880 | 1890 | 1900 | 1910 | 1921 | 1930 | 1950 | 1961 | 1970 | 1980 | 1991 | 2001 | 2011 |
| ----------------------------------------------------------------- | ---- | ---- | ---- | ---- | ---- | ---- | ---- | ---- | ---- | ---- | ---- | ---- | ---- | ---- |
| Obyvatelé                                                         | 654  | 672  | 631  | 616  | 573  | 532  | 540  | 160  | 137  | 111  | 70   | 31   | 36   | 42   |
| Domy                                                              | 109  | 107  | 108  | 108  | 108  | 108  | 108  | 106  | .    | 25   | 21   | 13   | 44   | 45   |
| Počet domů z roku 1961 je zahrnut v domech místní části Heřmanov. |      |      |      |      |      |      |      |      |      |      |      |      |      |      |

## Pamětihodnosti
- Venkovská usedlost čp. 3
- Venkovská usedlost čp. 4
- Venkovská usedlost čp. 47[9]